# 호안 미로 재단

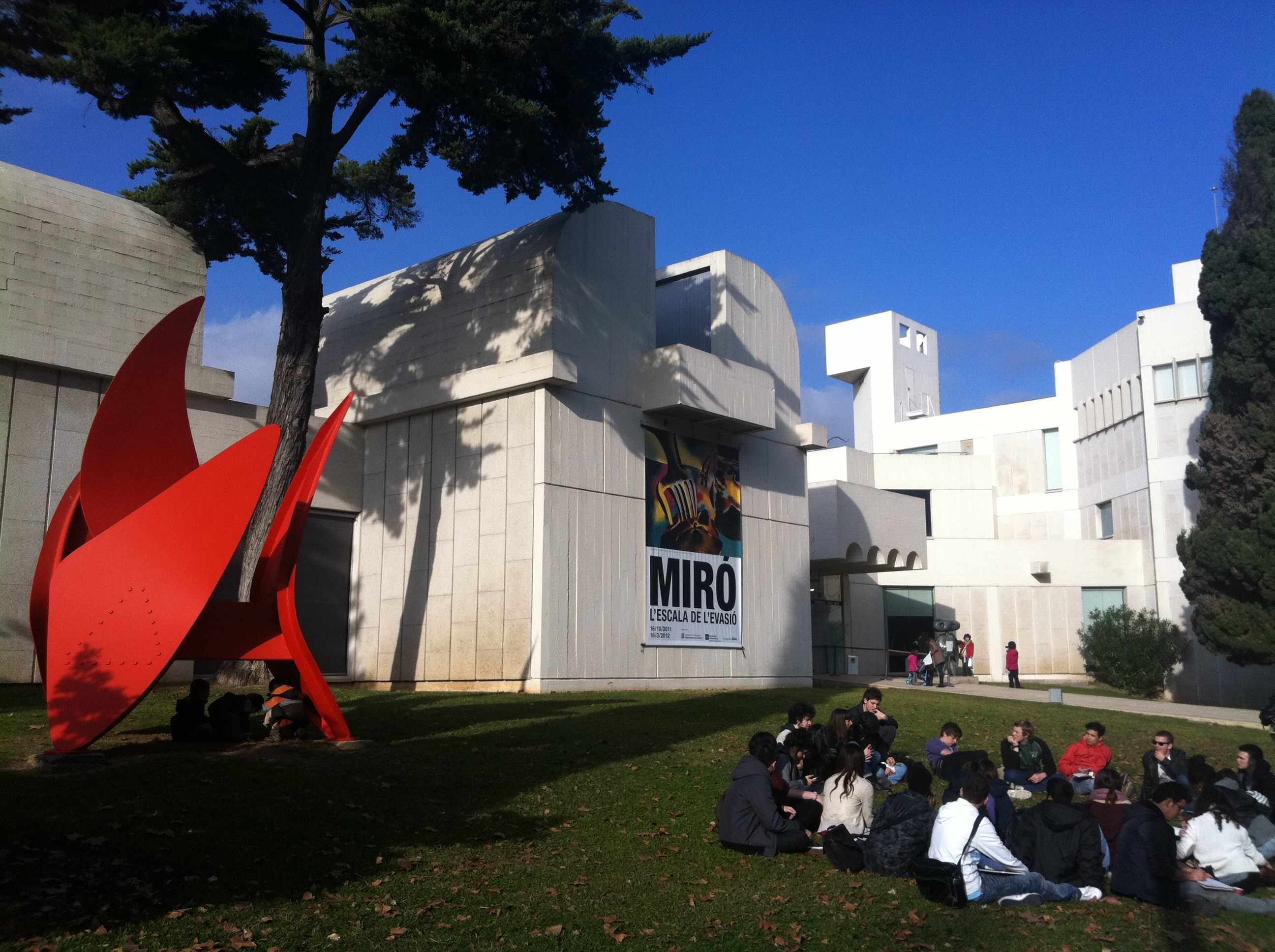
호안 미로 재단

호안 미로 재단(카탈루냐어: Fundació Joan Miró, 스페인어: Fundación Joan Miró)은 스페인 바르셀로나에 위치한 미술관이다.